# Paraamblyseius formosanus
Paraamblyseius formosanus är en spindeldjursart som först beskrevs av Ehara 1970.  Paraamblyseius formosanus ingår i släktet Paraamblyseius och familjen Phytoseiidae. Inga underarter finns listade i Catalogue of Life.